# L'Opportuniste (album)
Pour les articles homonymes, voir Opportunisme et L'Opportuniste.
Albums de Jacques Dutronc
Il est cinq heures
(1968) L'Aventurier
(1970)
L'Opportuniste est un album de Jacques Dutronc sorti en 1969. 
Le titre le plus connu de cet album est L'Opportuniste, qui a en fait connu le succès en 1993, version publique tirée du live Jacques Dutronc au Casino. À l'époque, il n'a connu qu'un succès d'estime (50 000 exemplaires en single) et fut moins bien classé que Amour, toujours, tendresse, caresses (repris par Françoise Hardy en duo avec Jacques au chant et Thomas à la guitare sur le CD de duos de Françoise, Parenthèses). 
Parmi les autres titres, on retrouve À tout berzingue et sa guitare manouche joué par Jacques Dutronc lui-même, Transes-dimanche, un rock avec des paroles évoquant la presse à scandales (« Zitrone sera-t-il détrôné par De Caunes »), Proverbes, une évocation à la Polnareff, La Solitude, La Seine et aussi Je suis content et le Mythofemme, titres qui ravissent ceux qui aiment le Dutronc rocker.[Interprétation personnelle ?][réf. nécessaire]

## Listes des chansons
| No  | Titre                                         | Durée |
| --- | --------------------------------------------- | ----- |
| 1.  | À tout berzingue                              |       |
| 2.  | La Seine                                      |       |
| 3.  | Les Vangauguins                               |       |
| 4.  | Transes-dimanche                              |       |
| 5.  | Proverbes                                     |       |
| 6.  | L'Opportuniste                                |       |
| 7.  | Le Roi de la fête                             |       |
| 8.  | Amour, toujours, tendresse, caresse           |       |
| 9.  | Je suis content                               |       |
| 10. | La Leçon de gymnastique du professeur Dutronc |       |
| 11. | La Solitude                                   |       |
| 12. | Le Mythofemme                                 |       |